# Eupelops major
Eupelops major är en kvalsterart som först beskrevs av Hull 1914.  Eupelops major ingår i släktet Eupelops och familjen Phenopelopidae.

## Underarter
Arten delas in i följande underarter:
- E. m. major
- E. m. franconia